# Красносельц (деревня)
Красносельц (пол. Krasnosielc) — это деревня в повяте Макув, в Мазовецком воеводстве, на реке Оржиц, в восточно-центральной Польше. Деревня является административным центром гмины Красносельц. Деревня расположена примерно в 18 километрах к северу от Макув-Мазовецки и 90 километрах к северу от Варшавы.

## История
Деревня впервые упоминается в документах в 1386 году, хотя есть доказательства того, что поселение намного старше. В разные годы имела название Сельц и Седлец . В 1386 году местный католический приход был основан епископом Плоцка Щибором из Радзымин и Хорунжием Павлом из рода Правдзичей. Деревня находилась на маршруте, соединявшем города Цеханув и Остроленка. Изначально деревня была собственностью польских дворян, и имела административную принадлежность Чехановской земле в Мазовецком воеводстве, в Великопольской провинции Королевства Польша. В 17 веке деревня перешла от семьи Цемневских к семье Красинских. Ее название было изменено на Красносельц. Среди владельцев деревни был Казимир Красинский, известный польский политик конца 18 века и участник Восстания Костюшко 1794 года, а также его сын Йозеф Вавжинец Красинский, польский сенатор, один из самых богатых польских магнатов первой половины 19 века. В 1781 году польский король Станислав II Август разрешил проводить четыре ежегодные ярмарки в Красносельце, а с 1786 года здесь проводилось восемь ежегодных ярмарок. В 1824 году поселение получило права города.
Евреев, которые начали селиться здесь в середине 18 века, составляли 60% его населения к 1841 году. Еврейский район был определен юридическим документом, согласно которому евреи были обязаны платить аренду графу Йозефу Красинскому. В 1844 году после официальной жалобы на нарушения со стороны кагала в Пшасныше в Красносельце был основан свой Еврейский кагал. Красносельц потерял свой муниципальный статус в 1869 году, вскоре после смерти последнего польского владельца Карла Красинского, который умер бездетным. В 1883 году была построена синагога. Город несколько раз переходил из рук в руки, прежде чем Польша восстановила свою независимость в 1918 году.
Еврейская община Красносельца прекратила свое существование в начале сентября 1939 года. После начала Польской кампании вермахта, члены подразделение Войска СС танковой дивизии Кемпф заставили евреев собраться в синагоге и расстреляли их там. На следующий день оставшихся (в основном мужчин) расстреляли в том же месте. Массовое убийство в Красносельце стало широко известным в Берлине как первое подобное действие на польской земле. В начале немецкой оккупации оккупанты также проводили массовые обыски домов местных полицейских, почтальонов и судебных служащих. В последующие годы несколько польских учителей из Красносельца были убиты в концентрационном лагере Маутхаузен. В 1940 году немцы также проводили депортацию поляков и организовали в Красносельце транзитный лагерь для поляков, выселенных из близлежащих деревень. Выселенные поляки либо были порабощены новыми немецкими колонистами в повяте, либо депортированы в более южные районы оккупированной Польши. Семь поляков из Красносельца стали жертвами массового расстрела, совершенного Войска СС в Жабиково 22 января 1945 года. Немецкая оккупация закончилась в 1945 году, и поселение было возвращено Польше.

## Спорт
В деревне есть местная футбольная команда — GUKS Красносельц , которая соревнуется в низших лигах.

## Известные уроженцы
В деревне родилось трое из четырёх братьев Уорнер, создателей всемирно известной Голливудской киностудии Warner Bros..
- Гарри Уорнер[англ.] (1881–1958)[5]
- Альберт Уорнер[англ.] (1884–1967)[5]
- Сэм Уорнер[англ.] (1887–1927)[5]

## Внешние ссылки
- Галерея фотографий Красносельца
- Еврейская община в Красносельце на Virtual Shtetl